# Kleines Testament
Kleines Testament ist das siebte Musikalbum des Sängers und Liedermachers Hannes Wader aus dem Jahr 1976.

## Entstehung und Bedeutung
Das Album kann als eine Zwischenbilanz des Liedermachers gewertet werden. Textlich und auch musikalisch liegt hier eine Zusammenfassung des bisherigen und ein Ausblick auf die kommende Arbeit vor. Das wird besonders in dem Titelsong Kleines Testament deutlich, der als eine bissig und beißende Betrachtung seiner 10-jährigen Karriere gesehen werden kann. Er setzt sich auch mit seinen Gegnern auseinander, besonders mit den Journalisten, die im Zuge der Ermittlungen gegen ihn wegen „Unterstützung einer kriminellen Vereinigung“ mit ihrem Medienboykott seine Karriere fast zerstört hätten (siehe Die 1970er Jahre: Wader und die Politik). Mit plakativen und aggressiven Bildern geht der durch die Vorfälle durchaus angeschlagene Hannes Wader mit ihnen ins Gericht, was streckenweise einen verbitterten Eindruck macht. Der Song wurde beeinflusst von dem französischen Dichter François Villon.

## Titelliste
1. Der Putsch – 18:54
2. Schon morgen – 4:14
3. Hotel zur langen Dämmerung – 6:58
4. Kleines Testament – 8:05

## Songinfos
Im fast neunzehn Minuten langen Titel Der Putsch verabschiedet sich Wader von der Tradition des Talking-Blues. Er stellt die Fortsetzung des Titels Der Tankerkönig dar, der auf dem Album 7 Lieder zu finden ist und von einem durchdrehenden Mitarbeiter eines Kaufhauses handelt. Der Text stellt noch einmal die Extremvariante dieser Musikspielart dar. In seiner typischen Art verwebt Wader interessante Collagen mit aktueller, politischer Analyse. Zwei Mal belebte er diese Tradition wieder: Auf dem Alben Nicht nur ich allein und auf 10 Lieder, das an das Album 7 Lieder anknüpfte. Auf Nicht nur ich allein singt er die Titel Erfülltes Leben und Der Büffel, auf 10 Lieder trägt er Der Unsichtbare vor.
In seinem Lied Schon morgen macht der Liedermacher die Wechselverhältnisse zwischen Natur und Mensch sowie Umwelt und Gesellschaft zum Thema. Die Wildheit und Rohheit der Natur stehen hier für die Härte des Lebens und Wader will damit auch seine Verzweiflung über Gesellschaft und Politik ausdrücken.
In Visionen sieht sich der Protagonist von Hotel zur langen Dämmerung als Junge, der noch unschuldig und unbekümmert ist. In einem anderen Raum sieht er sich als alten, verbitterten Mann am Ende seines Lebens vom Leben gezeichnet. Wader zeigt, wie das Leben und die Gesellschaft einen Menschen zeichnen und selbst der Gottglaube ihn nicht mehr stabilisieren kann.